# Shirley Jackson

Firma di Shirley Jackson

Shirley Jackson (San Francisco, 14 dicembre 1916 – North Bennington, 8 agosto 1965) è stata una scrittrice e giornalista statunitense, nota per il racconto in stile gotico La Lotteria (1948), e per L'incubo di Hill House (1959), considerato uno dei più celebri racconti di fantasmi del ventesimo secolo.

## Biografia
Nacque a San Francisco, California, il 14 dicembre 1916. A volte la sua nascita viene collocata nel 1919, equivoco nato a causa della stessa Jackson, che non voleva risultare più vecchia del marito, nato proprio nel 1919. Il padre, Leslie Jackson, lavorava per una ditta litografica, e la madre, Geraldine, era una casalinga.
Nel 1923 la famiglia Jackson si trasferì a Burlingame, nei sobborghi di San Francisco. Qui, all'età di 12 anni, la giovane Shirley vinse il suo primo premio letterario con la poesia The Pine Tree. Nel 1930 la famiglia si trasferì nuovamente, questa volta a New York, dove la diciottenne Shirley si iscrisse alla facoltà di Arti liberali dell'Università di Rochester. Due anni dopo, nel 1936, si ritirò dagli studi a causa della depressione. A casa si prefisse di scrivere almeno mille parole al giorno, abitudine che mantenne fino alla fine della sua vita.
Nel 1937 iniziò a frequentare l'Università di Syracuse, dove studiò Giornalismo, per poi dedicarsi alla Lingua e letteratura inglese. Pubblicò svariati articoli sulla rivista letteraria studentesca e fondò con Stanley Edgar Hyman, suo futuro marito, la rivista The Spectre. Jackson usò la sua posizione come membro del giornale accademico per difendere i diritti civili degli studenti, denunciando, tra le altre cose, la scarsa presenza di studenti di colore nella sua università e il degrado degli studentati. Si laureò nel 1940 in Lingua inglese e nello stesso anno sposò Stanley Hyman, che divenne in seguito un rispettabile critico letterario.
Fin da bambina soffrì per le continue critiche, specie sul suo aspetto fisico, rivoltale dalla madre, che arrivò a definire la figlia un "aborto mancato". Tale conflitto portò Jackson ad isolarsi dai coetanei ed a trovare conforto nella scrittura. Anche dopo il matrimonio, la madre continuò a criticarla aspramente per le sue scelte di vita, opponendosi al matrimonio con Hyman. La vita da adulta di Jackson divenne un'ostentata ribellione alla madre ed all'ambiente conservatore in cui era stata cresciuta: divenne scrittrice, ingrassò, sposò un intellettuale ebreo e trasformò la sua casa in un ritrovo per amici ed intellettuali. Il suo non fu un matrimonio felice: suo marito, che lei aveva visto come un salvatore perché l'amava ed aveva fiducia nelle sue capacità, si dimostrò maschilista, retrogrado e traditore. Quando nacque il loro primo figlio, la coppia si trasferì nel Vermont, dove era stato offerto ad Hyman un impiego presso la facoltà di letteratura dell'Università di Bennington. Fu proprio a Bennington che crebbero i loro quattro figli.
Nonostante la casa fosse spesso frequentata e resa vivace da ospiti d'eccellenza, quali Howard Nemerov, Ralph Ellison, Bernard Malamud e Walter Bernstein, Jackson si sentiva intrappolata nel suo ruolo di moglie, ed esclusa dalla comunità. Si vendicò in seguito degli abitanti di Bennington usandoli come spunto per i barbarici abitanti del villaggio ne La lotteria.
Stanley Hyman non fu di certo un marito perfetto, però difese apertamente le opere della moglie: secondo lui, c'è stato un fraintendimento riguardo alla visione della vita da parte di Shirley; le sue crude visioni di follia, alienazione e terrore vennero interpretate come inquietudini personali, quando invece, secondo Hyman, non erano altro che rappresentazione della realtà del loro tempo: le due guerre, i campi di concentramento, le bombe atomiche ebbero un forte impatto sulla scrittrice.
I traumi infantili e l'infedeltà del marito portarono la scrittrice a fare spesso uso di alcol, tranquillanti ed amfetamine. Nel settembre del 1962, poco dopo la pubblicazione di Abbiamo sempre vissuto nel castello, Jackson ebbe un esaurimento nervoso accompagnato da un'acuta agorafobia che la trattenne chiusa in casa per sei mesi. Per riprendersi impiegò due anni, durante i quali non scrisse nulla; verso la fine di questo periodo buio, cominciò a scrivere un diario pieno di aspettative per il futuro, in cui si vedeva finalmente libera dall'oppressione del marito, capace di cavarsela da sola, senza venire denigrata da nessuno. Quando si riprese, Jackson cominciò a scrivere un romanzo divertente, con uno stile diverso dal solito, positivo. Purtroppo non riuscì a finirlo perché morì colpita nel sonno da insufficienza cardiaca, all'età di quarantotto anni.

## Temi
La consapevolezza che la madre non l'avesse mai amata veramente fu fonte di tristezza per tutta la sua vita. Shirley non le espresse mai apertamente i suoi sentimenti, se non in un'unica lettera, mai spedita. Li manifestò però attraverso la scrittura: tutte le eroine dei suoi romanzi sono orfane di madre o hanno madri incapaci di amarle. Molti dei suoi libri includono atti di matricidio. La tematica dell'invasione della privacy compare spesso nelle opere di Jackson: chi si rende colpevole di questi atti è la madre, a volte la nonna, e alcuni dettagli, come la rottura del lucchetto della scrivania, i fogli in disordine, sono ricorrenti. In The Road through the Wall, la protagonista Harriet, di ritorno da scuola, si accorge che la madre ha rovistato nella sua stanza, leggendo anche i suoi scritti personali.
La scrittrice raccontò ai suoi figli che bruciò davanti alla madre tutte le opere scritte da bambina, per farla sentire in colpa. Alcune delle sue prime opere però sopravvissero, come The pine tree, in cui si può notare l'influenza del cristianesimo scientista, movimento di cui facevano parte la madre e la nonna. Racconta la storia di un albero di pino che vive in un bosco deserto ed è molto triste per la sua vita solitaria, quando all'improvviso compare un angelo che lo consola e gli fa sapere che il Signore è con lui.
Attraverso le sue opere possiamo comprendere la posizione sociale di molte donne vissute negli anni cinquanta del Novecento: le protagoniste sono isolate, solitarie, con un'identità frammentata, sono incapaci di relazionarsi al mondo esterno o di vivere autonomamente, hanno un vuoto interiore che spesso procura loro malattie mentali. Le donne nei romanzi di Jackson sono prive di identità e ciò le porta a cercare una guida e un senso fuori dal loro io, ma proprio quando escono dal sicuro e familiare ambiente domestico, l'incapacità di comunicare e relazionarsi con gli altri e la paura dell'ignoto creano in loro panico e paranoia. L'ansia è una delle caratteristiche fondamentali di queste donne: anche Jackson ne soffriva, e infatti definì i suoi libri un "documentario sull'ansia".
Questi elementi distintivi sono rintracciabili in molte delle sue storie brevi, come Pillar of Salt, The Tooth, ed A Day in the Jungle : in ognuna di queste storie la protagonista lascia la propria casa per spostarsi in una città più grande. Margaret, protagonista di Pillar of Salt, si trasferisce a New York e viene colpita da ripetuti attacchi di panico: la città è grande e popolosa, tutto si muove velocemente e lei non riesce a tenere il passo; il senso di alienazione e anonimato la portano ad avere una visione apocalittica di New York. Verso la fine della storia, troppo spaventata persino per attraversare la strada, telefona al marito da una cabina, supplicandolo di andare a salvarla. In A Day in the Jungle, la protagonista Elsa vive un forte desiderio di libertà e vuole fuggire dalla vita domestica che la umilia e le provoca incubi, ma alla fine, come Margaret, anche lei chiederà l'aiuto del marito. In The Tooth, Clara prova gli stessi sentimenti di alienazione e perdita d'identità, ma al contrario delle altre due protagoniste, alla fine abbraccia la nuova sé e fugge via, verso una vita nuova, probabilmente più pericolosa di quella che si lascia alle spalle.
Nel romanzo Lizzie (in originale The bird's nest), la protagonista Elizabeth Richmond, in mancanza di personalità o senso del sé, crea personalità multiple che chiama Beth, Betsy, and Bess. La malattia mentale la porta ad isolarsi al punto che le sembra di non avere più amici, genitori o piani per il futuro, e la sua persona è così poco interessante da non meritare nemmeno un soprannome.
Charles (1948), una storia breve semi-autobiografica contenuta nella collezione Life among the Savages (1953), narra la storia del primo mese di asilo di un bambino di nome Laurie, ed è basata sui racconti delle esperienze infantili riportati alla scrittrice dal figlio, Laurence Hyman. I temi trattati sono di ambito psicologico e includono la creazione della propria identità, la fantasiosa rielaborazione del sé, la proiezione di propri atteggiamenti riprovevoli sugli altri e l'ubiquità del male. Nonostante la drammaticità dei contenuti, la scrittrice tratta la questione con ironia e humor. Dopo La lotteria, questa è la storia breve più conosciuta della scrittrice, e ha trovato ampia diffusione anche nelle scuole.
La Lotteria (1948) è una storia breve ambientata in una città dove annualmente si tiene una lotteria che coinvolge tutte le famiglie. La mattina del 27 giugno, tutta la città si raduna in piazza, e ogni persona pesca un pezzo di carta da una scatola nera. Vince chi trova il foglietto che riporta un punto nero. Verso la fine della storia, la vicenda prende una strana piega, perché si scopre che chi vince la lotteria viene lapidato: il sacrificio è d’auspicio per un buon raccolto. L’aspetto più inquietante della vicenda è la noncuranza degli abitanti del villaggio. Jackson ha voluto rappresentare simbolicamente l’efferatezza della società americana del tempo, e il lato primitivo della natura umana: nonostante la civilizzazione, gli istinti barbarici rimangono una caratteristica dell’essere umano. La descrizione scenografica iniziale è in netto contrasto col massacro che avviene alla fine:
“La mattina del 27 giugno era limpida e assolata, con un bel caldo da piena estate; i fiori sbocciavano a profusione e l'erba era di un verde smagliante.”
Anche il titolo dell’opera è molto ironico: una lotteria presuppone la vincita di un premio, non di certo la morte. Per i suoi contenuti, la storia venne aspramente criticata: quando venne pubblicata nel New Yorker nel 1948, molti lettori annullarono la sottoscrizione al giornale, e molte lettere arrivarono sia al New Yorker che alla Jackson.
The Lottery; or, The Adventures of James Harris (1949) è una raccolta di tre storie che trattano l'invasione domestica. In Like Mother Used to Make, David Turner, la versione maschile delle passive protagoniste femminili di Jackson, ha un appartamento carino ed ordinato, al contrario di quello della vicina Marcia, una donna mascolina e caratterialmente opposta a lui. Un giorno Marcia invita a casa di David un amico di cui lui non aveva mai fatto la conoscenza, e fa finta che la casa, il cibo e le bevande appartengano a lei; David in risposta non dice nulla, anzi, si sposta nel freddo e sporco appartamento di Marcia. La storia finisce proprio come è cominciata: con David che fa le pulizie.
Così dolce, così innocente (We Have Always Lived in the Castle, 1962) è l’ultimo romanzo di Shirley Jackson ed ha come tema l’incapacità della casa di proteggere i suoi abitanti. Le due sorelle Blackwood e il loro zio vivono a casa Blackwood, un’abitazione isolata e ben protetta esternamente. La quotidiana quiete viene interrotta da un intruso: il cugino Charles, la cui invasione psicologica viene seguita dalla distruzione della casa. Il romanzo si conclude con le due sorelle che cercano di ricominciare una vita tra le rovine della loro abitazione.
L'incubo di Hill House (The Haunting of Hill House, 1959), considerato una delle storie di fantasmi più importanti del ventesimo secolo, racconta il tragico destino di Eleanor Vance, una donna che prende parte ad un progetto di ricerca su una casa considerata infestata, Hill House. Lo studioso e appassionato di eventi sovrannaturali, John Montague, inizia l’indagine affiancato da persone da lui selezionate per le loro abilità psichiche. Tra di loro c’è Eleanor, che vuole approfittare della situazione per sfuggire a una vita triste ed inappagante. Hill House è uno dei numerosi elementi gotici di questo romanzo: un’eroina sfortunata, intrappolata in una casa infestata, che nel tentativo di rimanere mentalmente sana, cade vittima del personaggio cattivo, la casa stessa, dotato di poteri sovrannaturali, capace di manipolare la protagonista, sottometterla e infine ucciderla. La casa viene a rappresentare la rete di aspettative ed obblighi, di doveri femminili che tormenta la protagonista. Ciò che rende la storia di Eleanor ancora più triste è il fatto che l’oppressione che lei sente è un sentimento che ha interiorizzato nel tempo: non è causato da qualcuno, come potrebbe essere un marito, ma è frutto dell’ideologia dell’epoca che confinava la donna nel ruolo di madre e casalinga.

## Il giorno di Shirley Jackson
Dal 2015 North Bennington, la cittadina che fu la casa di Shirley Jackson per molti anni fino alla sua morte, onora la carriera della scrittrice celebrando il suo ricordo ogni anno il 27 giugno, giorno in cui si svolge la vicenda narrata in La Lotteria.

## Opere

### Romanzi
- The Road Through the Wall, New York, Farrar, Straus, 1948, OCLC1002868917
  -  La strada oltre il muro, traduzione di Silvia Pareschi, Collana Fabula n.409, Milano, Adelphi, 2024, ISBN 978-88-459-3921-1.
- Hangsaman, New York, Popular Library, 1951, OCLC5188144
- The Bird's Nest (1954)
  - Lizzie, trad. Laura Noulian, Collana Fabula n.273, Milano, Adelphi, 2014, ISBN 978-88-459-2891-8.
- The Sundial (1958)
  - La meridiana, trad. Silvia Pareschi, Collana Fabula n.373, Milano, Adelphi, 2021, ISBN 978-88-459-3615-9.
- The Haunting of Hill House, New York, Buccaneer Books, 1959, OCLC762185974
  - La casa degli invasati, trad. Franco Giambalvo, Collana I libri della paura, Milano, SIAD Edizioni, 1979.
  - La casa degli invasati, trad. di Antonio Ghirardelli, Introduzione di Giuseppe Lippi, Milano, Arnoldo Mondadori Editore, 1989; Collana Urania n.1333, Mondadori, 1998.
  - L'incubo di Hill House, trad. Monica Pareschi, Collana Fabula n.158, Milano, Adelphi, 2004, ISBN 978-88-459-1874-2.
- We Have Always Lived in the Castle, New York, Viking Press, 1962, OCLC824204905
  - Così dolce, così innocente, Collana Mystbooks, Milano, Mondadori, 1990, ISBN 88-04-33911-X.
  - Abbiamo sempre vissuto nel castello, trad. Monica Pareschi, Collana Fabula n.206, Milano, Adelphi, 2009, ISBN 978-88-459-2366-1.

### Raccolte di racconti e romanzi
- The Lottery and Other Stories, New York, Farrar, Straus, 1949, OCLC931157200.
  - Demoni amanti, trad. Riccardo Valla, Mystbooks, Milano, Mondadori, 1991, ISBN 88-04-34852-6. [contiene tutti i racconti di "The Lottery and Other Stories"]
  - La lotteria, trad. Franco Salvatorelli, Collana Piccola Biblioteca n.555, Milano, Adelphi, 2007, ISBN 978-88-459-2184-1. [contiene i racconti "La lotteria", "Lo sposo", "Colloquio", "Il fantoccio"]
- The Magic of Shirley Jackson, a cura di Stanley Edgar Hyman, New York, Farrar, Straus, 1966, OCLC890384424.
- Come Along with Me: Part of a Novel, Sixteen Stories, and Three Lectures, a cura di Stanley Edgar Hyman, New York, The Viking Press, 1968, OCLC850857260
- Just an Ordinary Day, a cura di Laurence Jackson Hyman & Sarah Hyman, New York, Bantam Books, 1995, OCLC247016239.
  - La luna di miele di Mrs Smith, trad. Simona Vinci, Collana Fabula n.364, Milano, Adelphi, 2020, ISBN 978-88-459-3516-9. [contiene la parte 1 di Unpublished Stories]
  - Un giorno come un altro, trad. di Simona Vinci, Collana Fabula N. 386, Milano, Adelphi, 2022, ISBN 978-88-459-3738-5. [contiene la parte 2 di Uncollected Stories]
- Shirley Jackson: Novels & Stories, a cura di Joyce Carol Oates, Library of America, 2010.
- Let Me Tell You: New Stories, Essays, and Other Writings, a cura di Laurence Jackson Hyman & Sarah Hyman DeWitt, Random House, 2015.
  - Paranoia, trad. Silvia Pareschi, Collana Fabula n.337, Milano, Adelphi, 2018, ISBN 978-88-459-3311-0; Collana gli Adelphi n.703, Adelphi, 2024, ISBN 978-88-459-3936-5. [contiene i racconti: "Paranoia", "Mrs. Spencer e gli Oberon", "La bugia", "Mille e una notte"]
- Dark Tales, Penguin, 2016. [contiene i racconti: "The Possibility of Evil"; "Louisa, Please Come Home"; "Paranoia"; "The Honeymoon of Mrs. Smith"; "The Story We Used to Tell"; "The Sorcerer’s Apprentice"; "Jack the Ripper"; "The Beautiful Stranger"; "All She Said Was Yes"; "What a Thought"; "The Bus"; "Family Treasures"; "A Visit"; "The Good Wife"; "The Man in the Woods"; "Home"; "The Summer People"]
- La ragazza scomparsa, trad. Simona Vinci, Collana Biblioteca Minima n. 78, Milano, Adelphi, 2019, ISBN 978-88-459-3348-6. [contiene i racconti "La ragazza scomparsa", "Viaggio con signora", "Incubo"]
- La strega, trad. Silvia Pareschi, Collana Piccola Biblioteca n. 795, Milano, Adelphi, 2023, ISBN 978-88-4593-831-3. [contiene i racconti La strega, L'ubriaco, Charles, Il dente]

#### Storie brevi
- "About Two Nice People", Ladies' Home Journal, July 1951
- "Account Closed", Good Housekeeping, April 1950
- "After You, My Dear Alphonse", The New Yorker, January 1943
- "Afternoon in Linen", The New Yorker, September 4, 1943
- "All the Girls Were Dancing", Collier's, November 11, 1950
- "All She Said Was Yes", Vogue, November 1, 1962
- "Alone in a Den of Cubs", Woman's Day, December 1953
- "Aunt Gertrude", Harper's, April 1954
- "The Bakery", Peacock Alley, November 1944
- "Birthday Party", Vogue, January 1, 1963
- "The Box", Woman's Home Companion, November 1952
- "Bulletin", The Magazine of Science Fiction and Fantasy, March 1954
- "The Bus", The Saturday Evening Post, March 27, 1965
- "Call Me Ishmael", Spectre, Fall 1939
- "A Cauliflower in Her Hair", Mademoiselle, December 1944
- "Charles", Mademoiselle, July 1948
  - Charles, trad. Silvia Pareschi, Collana Piccola Biblioteca n.795, Milano, Adelphi, 2023, ISBN 978-88-4593-831-3.
- "The Clothespin Dolls", Woman's Day, March 1953
- "Colloquy", The New Yorker, August 5, 1944
- "Come Dance with Me in Ireland", The New Yorker, May 15, 1943
- "Concerning … Tomorrow", Syracusan, March 1939
- "The Daemon Lover ['The Phantom Lover']", Woman's Home Companion, February 1949
- "Daughter, Come Home", Charm, May 1944
- "Day of Glory", Woman's Day, February 1953
- "Dinner for a Gentleman," Shirley Jackson: A Rather Haunted Life, September 2016
- "Don’t Tell Daddy", Woman's Home Companion, February 1954
- "Every Boy Should Learn to Play the Trumpet", Woman's Home Companion, October 1956
- "Family Magician", Woman's Home Companion, September 1949
- "A Fine Old Firm", The New Yorker, March 4, 1944
- "The First Car Is the Hardest", Harper's, February 1952
- "The Friends", Charm, November 1953
- "The Gift", Charm, December 1944
- "A Great Voice Stilled", Playboy, March 1960
- "Had We But World Enough", Spectre, Spring 1940
- "Happy Birthday to Baby", Charm, November 1952
- "Home", Ladies' Home Journal, August 1965
- "The Homecoming", Charm, April 1945
- "The House", Woman's Day, May 1952
- "I Don't Kiss Strangers", Just an Ordinary Day (Bantam, 1995)
- "Indians Live In Tents," Just An Ordinary Day (Bantam, 1995)
- "An International Incident", The New Yorker, September 12, 1943
- "I.O.U"., Just an Ordinary Day (Bantam, 1995)
- "The Island", New Mexico Quarterly Review, 1950, vol. 3
- "It Isn’t the Money", The New Yorker, August 25, 1945
- "It's Only a Game", Harper's, May 1956
- "Journey with a Lady", Harper's, July 1952
- "Liaison a la Cockroach", Syracusan, April 1939
- "Little Dog Lost", Charm, October 1943
- "A Little Magic", Woman's Home Companion, January 1956
- "Little Old Lady", Mademoiselle, September 1944
- "The Lottery", The New Yorker, June 26, 1948
- "Louisa, Please Come Home", Ladies' Home Journal, May 1960
- "The Lovely Night", Collier's, April 8, 1950
- "Lucky to Get Away", Woman's Day, August 1953
- "The Man in the Woods", The New Yorker, April 28, 2014
- "Men with Their Big Shoes", Yale Review, March 1947
- "The Missing Girl", The Magazine of Fantasy and Science Fiction, December 1957
  - La ragazza scomparsa, trad. Simona Vinci, Collana Biblioteca minima n.78, Milano, Adelphi, 2019, ISBN 978-88-459-3348-6.
- "Monday Morning", Woman's Home Companion, November 1951
- "The Most Wonderful Thing", Good Housekeeping, June 1952
- "Mother Is a Fortune Hunter", Woman's Home Companion, May 1954
- "Mrs. Melville Makes a Purchase", Charm, October 1951
- "My Friend", Syracusan, December 1938
- "My Life in Cats", Spectre, Summer 1940
- "My Life with R.H. Macy", The New Republic, December 22, 1941
- "My Son and the Bully", Good Housekeeping, October 1949
- "Nice Day for a Baby", Woman's Home Companion, July 1952
- "Night We All Had Grippe", Harper's, January 1952
- "Nothing to Worry About", Charm, July 1953
- "The Omen", The Magazine of Fantasy and Science Fiction, March 1958
- "On the House", The New Yorker, October 30, 1943
- "One Last Chance to Call", McCall's, April 1956
- "One Ordinary Day, With Peanuts", The Magazine of Fantasy and Science Fiction, January 1955
- "The Order of Charlotte's Going", Charm, July 1954
- "Pillar of Salt", Mademoiselle, October 1948
- "The Possibility of Evil", The Saturday Evening Post, December 18, 1965
- "Queen of the May", McCall's, April 1955
- "The Renegade", Harper's, November 1949
- "Root of Evil", Fantastic, March–April 1953
- "The Second Mrs. Ellenoy", Reader's Digest, July 1953
- "Seven Types of Ambiguity", Story, 1943
- "Shopping Trip", Woman's Home Companion, June 1953
- "The Smoking Room", Just an Ordinary Day (Bantam, 1995)
- "The Sneaker Crisis", Woman's Day, October 1956
- "So Late on Sunday Morning", Woman's Home Companion, September 1953
- "The Strangers", Collier's, May 10, 1952
- "Strangers in Town", The Saturday Evening Post, May 30, 1959
- "Summer Afternoon", Just an Ordinary Day (Bantam, 1995)
- "The Summer People", Charm, 1950
- "The Third Baby's the Easiest", Harper's, May 1949
- "The Tooth", The Hudson Review, 1949, vol. 1, no. 4
  - Il dente, trad. Silvia Pareschi, Collana Piccola Biblioteca n.795, Milano, Adelphi, 2023, ISBN 978-88-4593-831-3.
- "Trial by Combat", The New Yorker, December 16, 1944
- "The Very Strange House Next Door", Just an Ordinary Day (Bantam, 1995)
- "The Villager", The American Mercury, August 1944
- "Visions of Sugarplums", Woman's Home Companion, December 1952
- "When Things Get Dark", The New Yorker, December 30, 1944
- "Whistler's Grandmother", The New Yorker, May 5, 1945
- "The Wishing Dime", Good Housekeeping, September 1949
- "Worldly Goods", Woman's Day, May 1953
- "Y and I", Syracusan, October 1938
- "Y and I and the Ouija Board", Syracusan, November 1938
- "The Witch", 1949
  - La strega, trad. Silvia Pareschi, Collana Piccola Biblioteca n.795, Milano, Adelphi, 2023, ISBN 978-88-4593-831-3.

### Racconti per bambini
- The Witchcraft of Salem Village (1956)
- The Bad Children , Chicago, Dramatic Pub. Co.,1959, OCLC20273048
- Nine Magic Wishes (1963)
- Famous Sally , London, 1970, OCLC49789860

### Racconti autobiografici
- Life Among the Savages , New York, Farrar, Straus and Young, 1953, OCLC750625333
- Raising Demons , New York, Farrar, Straus and Cudahy, 1957, OCLC750625341

## Adattamenti cinematografici
- La Lotteria ha avuto tre versioni cinematografiche; la più famosa è quella del 1969 di Larry Yust che l'Archivio Cinematografico Accademico definì uno dei due film educativi di maggior successo[17].

- Lizzie venne riadattato nel 1957 per il film  La donna delle tenebre di Hugo Haas con Eleanor Parker, lo stesso Hugo Haas, Richard Boone, Joan Blondell e Marion Ross[18].

- L'incubo di Hill House venne riadattato nel 1963 e nel 1999 per i film Gli invasati di Robert Wise con Julie Harris e Claire Bloom e Haunting - Presenze di Jan de Bont con Catherine Zeta-Jones e Liam Neeson[19], mentre, nel 2018, Netflix lo riadattò per la prima stagione della serie TV The Haunting - Hill House di Mike Flanagan con Carla Gugino e Timothy Hutton.

- Abbiamo sempre vissuto nel castello venne prima riadattato per il teatro a metà anni Sessanta da Hugh Wheeler ed esordì a Broadway il 19 ottobre 1966 diretto da Garson Kanin con Shirley Knight, poi fu trasposto in musical nel 2010 da Adam Bock e Todd Almond ricevendo un premio allo Yale Repertory Theatre, infine, venne riadattato nel 2018 per i film Mistero al castello Blackwood[20] di Stacie Passon con Taissa Farmiga, Alexandra Daddario, Crispin Glover e Sebastian Stan con Michael Douglas come produttore esecutivo[21].

- Come Along with Me, romanzo incompiuto della Jackson, venne riadattato nel 1982 per l’episodio Come Along with Me di American Playhouse da Joanne Woodward con Estelle Parsons e Sylvia Sidney[22].

## Premi ed onorificenze
- 1944 – Best American Short Stories 1944: "Come Dance with Me in Ireland"
- 1949 – O. Henry Prize Stories 1949: "The Lottery"
- 1951 – Best American Short Stories 1951: "The Summer People"
- 1956 – Best American Short Stories 1956: "One Ordinary Day, with Peanuts"
- 1959 – New York Times Book Review's "Best Fiction of 1959" includes The Haunting of Hill House
- 1960 – National Book Award nomination: The Haunting of Hill House
- 1961 – Mystery Writers of America Edgar Allan Poe Award for Best Short Story: "Louisa, Please Come Home"
- 1962 – Time magazine's "Ten Best Novels" of the year includes We Have Always Lived in the Castle
- 1964 – Best American Short Stories 1964: "Birthday Party"
- 1966 – Mystery Writers of America Edgar Allan Poe Award for Best Short Story: "The Possibility of Evil"
- 1966 – New York Times Book Review's "Best Fiction of 1966" includes The Magic of Shirley Jackson
- 1968 – New York Times Book Review's "Best Fiction of 1968" includes Come Along with Me
- 2007 – The Shirley Jackson Award is established for outstanding achievement in the literature of psychological suspense, horror, and the dark fantastic